# Sant Martí de la Nou (Alòs de Balaguer)
|  | Per a altres significats sobre Sant Martí de la Nou (Berguedà), vegeu «Sant Martí de la Nou». |

Sant Martí de la Nou o Santa Maria de la Nou és una església d'Alòs de Balaguer (Noguera) inclosa en l'Inventari del Patrimoni Arquitectònic de Catalunya.
Es troba al nord-oest del terme municipal. Al costat de l'església hi ha les restes de la població medieval del mateix nom.

## Història
No hi ha notícies documentals directes de l'edifici. Es té tan sols una notícia tardana, de l'any 1334, en que consta que «La Nou» forma part del marquesat de Camarasa en propietat de la segona esposa del rei Alfons el Benigne, Elionor de Castella, com a dotació del seu fill Ferran.

## Arquitectura

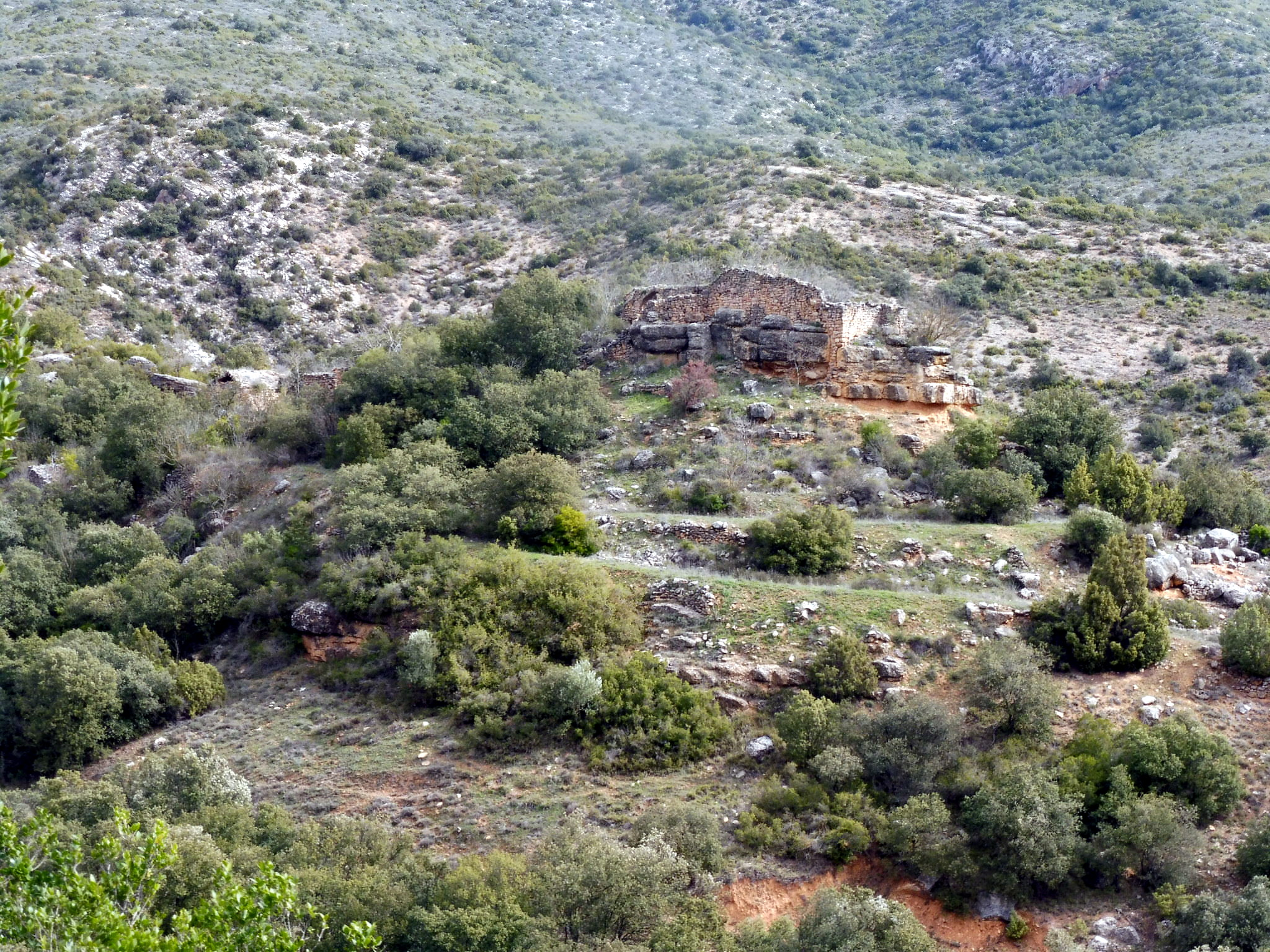
Runes del vilatge de la Nou

És un edifici d'una nau amb un absis semicircular obert a llevant. La nau és coberta amb volta de canó de perfil apuntat, el qual segurament era reforçat per dos arcs torals, dels quals només queden les pilastres que l'aguantaven.
L'absis és cobert per una volta de quart d'esfera. Adossada a les parets de la nau hi ha una banqueta que s'uneix a l'esglaó d'accés a l'absis. Només es conserva una finestra d'una sola esqueixada a la façana sud que tant a l'interior com a l'exterior forma una est4reta obertura rectangular marcada per una linda horitzontal i dos brancals monolítics. La porta d'accés devia ser situada als peus de la nau, a ponent, on s'hi ha desplomat un fragment del mur d'uns 2 m. L'edifici presenta murs força gruixuts amb el parament construït a base de carreus de calcària mitjans i regulars, amb algunes filades de blocs irregulars. Tota la construcció es recolza en grans blocs tallats d'aglomerat quaternari com a fonamentació i base per a anivellar el terreny sobre el qual s'aixeca. La coberta, molt malmesa, era de lloses planes. La volta és feta amb carreus col·locats amb plec de llibre i, pel seu perfil, es pot considerar una obra del segle xii.